# Юлія Вревська (фільм)
«Юлія Вревська» (болг. «Юлия Вревска») — радянсько-болгарський художній фільм 1977 року режисера Ніколи Корабова. Прем'єра фільму відбулася 23 січня 1978 року і була присвячена столітній річниці визволення Болгарії в ході російсько-турецької війни. Фільм присвячений пам'яті Юлії Вревської і всіх, хто віддав життя за звільнення Болгарії.

## Сюжет
Чоловік баронеси Юлії Вревської генерал Вревський гине на Кавказі. Молода вдова придворною фрейліною, серед її друзів Василь Верещагін і Іван Тургенєв, вона подорожує по Європі, в Парижі знайомиться з Віктором Гюго.
Після розгрому Квітневого повстання в Болгарії Росія оголошує війну Туреччині. Юлія Вревська дізнається від болгарського ополченця Ніколи Корабелова про звірства башибузуків в Болгарії. Перебуваючи під враженням від почутого і натхнена загальним народним підйомом, Вревська вирішує вирушити в чинну армію сестрою милосердя. На фронт відправляється і Верещагін, при переправі з передовими загонами через Дунай він отримує поранення. Російську армію-визволительку з радістю зустрічає місцеве населення. Юлія Вревська просувається разом зі шпиталем вслід за армією, що наступає, вона бачить всі жахи війни, роздає хліб голодним дітям. Головнокомандувач російською армією великий князь Микола Миколайович зустрічається з Верещагіним і дає йому завдання написати парадне полотно на військову тему.
Тим часом російські війська ведуть героїчну битву за Шипкинський перевал. Підоспілі російські частини в критичний момент вирішують долю бою на свою користь. В Головну квартиру прибуває Олександр II. В ательє Верещагіна імператор оглядає роботи художника і нагороджує його орденом. Там же Верещагін дізнається про загибель під Плевною свого брата. Вревська працює в польовому шпиталі під керівництвом доктора Павлова. Поранені солдати і персонал шпиталю влаштовують свято з нагоди взяття Плевни російськими військами. Шпиталь відвідує Микола Миколайович, він вимагає повернення Вревської до Росії, адже ворог розбитий і її допомоги тут вже не потрібно. Але Вревська відмовляється, вона не може залишити своїх поранених. У Тирново урочисто проголошують звільнення Болгарії від турецького ярма. Війну супроводжує епідемія тифу. Доглядаючи за хворими, Вревська заражається тифом і незабаром помирає. Незадовго до смерті вона отримує адресованого їй листа Тургенєва. Верещагін і Корабелов проводжають Юлію Вревську в останню путь.

## У ролях
- Людмила Савельєва —   Юлія Вревська
- Стефан Данаїлов —  Нікола Корабелов
- Регімантас Адомайтіс —   Василь Верещагін
- Юрій Яковлєв —  великий князь Микола Миколайович
- Владислав Дворжецький —  Олександр II
- Анатолій Солоніцин —  доктор Павлов
- Олексій Петренко —  Степан Князєв
- Микола Гринько —  Савашевич
- Борислав Брондуков —  Тюрін
- Ролан Биков —  маркітант Брофт
- Семен Морозов —  Брянов
- Володимир Івашов —  генерал
- Вацлав Дворжецький —  міністр
- Коста Цонев —  старий ополченець
- Валентина Березуцька —  сестра милосердя
- Георгі Черкелов — Віктор Гюго
- Емілія Радєва —  мати Корабелова
- Димитр Хаджиянев —  батько Корабелова
- Нікола Корабов —  фотограф
- Леонід Оболенський — епізод

## Знімальна група
- Режисер — Нікола Корабов
- Сценаристи — Семен Лунгін, Стефан Цанев, Нікола Корабов
- Оператор — Вадим Юсов
- Композитори — Володимир Васильєв, Тончо Русєв
- Художники — Марія Іванова, Валерій Філіппов